# Ильино-Ярополецкий сельский округ
Ильино-Ярополецкий сельский округ — упразднённая административно-территориальная единица, существовавшая на территории Волоколамского района Московской области в 1994—2006 годах.
В первые годы советской власти возник Ильинский сельсовет Яропольской волости Волоколамского уезда Московской губернии.
В 1924 году из его состава был выделен Алферьевский с/с.
В 1926 году Ильинский с/с включал 3 населённых пункта — Ильинское, Н. Ильинское, Ильинскую слободу, а также 1 хутор.
В 1929 году Ильинский сельсовет был отнесён к Волоколамскому району Московского округа Московской области. Так как в районе оказалось два Ильинских сельсовета, то этот получил наименование Ильинский-Ярополецкий сельсовет.
4 января 1952 года селение Голопёрово было передано из Ильинского с/с в Михайловский.
14 июня 1954 года Ильинский-Ярополецкий с/с был упразднён, а его территория включена в Львовский с/с.
20 августа 1960 года Ильинский-Ярополецкий с/с был восстановлен.
2 февраля 1968 года из Ильинско-Ярополецкого с/с в Волоколамский с/с были переданы селения Голопёрово, Захарьино, Калеево, Михайловское и Тимонино. Одновременно из Ханевского с/с в Ильинский-Ярополецкий были переданы селения Александровское, Васильевское, Львово, Новинки, а из Ярополецкого с/с — Спас и Помазкино.
5 февраля 1975 года в Ильинско-Ярополецком с/с было снято с учёта селение Кобылино.
3 февраля 1994 года Ильинско-Ярополецкий с/с был преобразован в Ильино-Ярополецкий сельский округ.
28 октября 1998 года посёлок совхоза «Львовский» был включён в черту села Ильинское.
В ходе муниципальной реформы 2005 года Ильино-Ярополецкий сельский округ прекратил своё существование как муниципальная единица. При этом все его населённые пункты были переданы в сельское поселение Ярополецкое.
29 ноября 2006 года Ильино-Ярополецкий сельский округ исключён из учётных данных административно-территориальных и территориальных единиц Московской области.